# Egyptisk religion
Egyptisk religion omfatter et komplekst system af polyteistiskes overbevisninger som de blev praktiseret i det antikke Egypten. Egyptens antikke religion dækker en periode fra ca. 3100 f.v.t. frem til lukning af det sidste tempel 553 (af Justinian 1.), men har rødder langt tilbage i Egyptens forhistorie. Religions detaljer har varietet meget gennem de mange år, i takt med at vigtigheden af bestemte guder steg og faldt.
Den formelle religiøse praksis var koncentreret omkring faraoerne, Egypternes konger, som selv blev tilbedt som guddommelige. Faraoerne fungerede som formidlere mellem deres undersåtter og guderne, og var forpligtede til at opretholde guderne gennem ritualer og ofre. For på den måde at sikre både Egypten og hele kosmosordenen. Staten afsatte enorme ressourcer til de religiøse ritualer og til opførelsen af templer. I den egyptiske religion var templet et ekstremt centralt element, og det blev betragtet som boliger for guderne, hvor de blev tilbedt og hvor religiøse ceremonier fandt sted.
I det 21. århundrede er der stigende interesse for at genskabe den egyptiske religion. 

## Fokus på døden
Den egyptiske religion var kendetegnet ved, at den havde et særligt centralt fokus på døden og livet efter døden, og den kaldes også en decideret døds- eller begravelsesreligion. Døden blev betragtet som en overgang til en anden tilstand, og det var en vigtig del af den egyptiske kosmologi. For at bevare kroppen til livet efter døden praktiserede de gamle egyptere kunsten at mumificere de døde. De gamle egyptere udførte desuden omfattende dødsritualer og gravceremonier for at hjælpe den afdøde med at rejse sikkert til det næste liv. De gamle egyptere begravede ofte de døde med genstande og gravtøj, der var beregnet til at hjælpe dem i det næste liv, herunder mad, værktøj, smykker og andre personlige genstande.

## Guder og gudinder
Egypterne mente, at naturens fænomener var guddommelige kræfter i sig selv. Disse guddommeliggjorte kræfter omfattede elementerne, dyrekarakteristika eller abstrakte kræfter. Egypterne troede på en pantheon af guder, der var involveret i alle aspekter af naturen og det menneskelige samfund. Deres religiøse praksis var bestræbelser på at opretholde og placere disse fænomener og vende dem til menneskelig fordel.
Egyptens antikke religion havde mange guder, 8 urguder kaldet ogdoad (de 8) og ennead (de 9). Urguderne var en del af den egyptiske skabelse mytologi, mens enneaden omfatter de vigtigste guder som blev tilbedt. Urguderne optråte 2 ad gangen, i et maskulin og feminin aspekter.

## Egyptiske mysterier
Den egyptiske religion indeholdt også de egyptiske mysterier, som var hemmelige ceremonier, der blev praktiseret i det gamle Egypten. Den moderne mysticisme hedder neterianisme efter det egyptiske ord ntr, som betyder “den usynlige gudemagt”. 